# Chris Coleman
Christopher Patrick "Chris" Coleman (Swansea, 10 de junho de 1970) é um ex-futebolista e treinador de futebol galês. Atualmente comanda o Atromitos Athen.

## Carreira de jogador
Coleman, que atuava como zagueiro, iniciou a carreira no Manchester City, porém não disputou nenhum jogo como profissional pelos Citizens. Despontou mesmo para o futebol no Swansea City, onde atuou entre 1987 e 1991, com 196 jogos e 2 gols marcadas. Teve destaque ainda pelo Crystal Palace, clube que defendeu por 4 temporadas. Entre 1991 e 1995, Coleman atuou em 154 partidas e balançou as redes adversárias em 13 oportunidades.
Após uma curta passagem pelo Blackburn Rovers, que durou 3 temporadas, o zagueiro voltaria a Londres em 1997, agora para jogar no Fulham. Nos Cottagers, foram 136 jogos e 8 gols marcados. Seguidas lesões relegaram Coleman ao banco de reservas, e ele, sabendo que não teria chances de continuar jogando em alto nível, optou pela aposentadoria em outubro de 2002.

## Seleção Galesa
Durante uma década (1992 a 2002), Coleman figurou nas convocações da Seleção Galesa, porém não chegou a disputar uma competição oficial pelos Dragões. Esteve perto de disputar a Copa de 1994, quando Gales teria apenas que empatar com a Romênia na última rodada, porém foi derrotado por 2 a 1 (Dean Saunders marcou para os galeses, enquanto Gheorghe Hagi e Florin Răducioiu, já no final do jogo, fizeram os gols romenos). Durante o período, o zagueiro atuou em 32 partidas, marcando 4 gols.

## Carreira de treinador
Pouco depois de sua aposentadoria, Coleman foi integrado à comissão técnica do Fulham, treinando o time interinamente com a saída do francês Jean Tigana. Efetivado em 2003, tornou-se o técnico mais jovem da Premier League naquele período. Após deixar os Cottagers em 2007, passou pela Real Sociedad e pelo Coventry City. Em 2010, trabalhou como comentarista da ITV na Copa da África do Sul. No ano seguinte, assinou com o Larissa, onde permaneceu durante uma temporada.
Com a morte do então técnico de Gales, Gary Speed, em novembro de 2011, Chris Coleman foi oficializado como o novo treinador dos Dragões, levando a equipe à classificação para a Eurocopa de 2016, a primeira competição importante disputada por Gales desde a Copa de 1958.
Em 17 de novembro de 2017, Coleman rescindiu seu contrato com a Seleção Galesa, depois de ter ficado fora da Copa do Mundo FIFA de 2018. No mesmo dia, ele foi anunciado como técnico do Sunderland.
Após rebaixamento, em 29 de abril de 2018, deixou o comando do Sunderland.
Em 10 de junho de 2018, assume o comando do Hebei Fortune.